# Olivier Bohler
Olivier Bohler, né le 11 septembre 1972 à Marseille, est un scénariste, réalisateur et producteur de documentaires français.

## Biographie
Après des études de littérature et de cinéma, spécialiste de Pier Paolo Pasolini et de Jean-Pierre Melville (cinéaste sur lequel il a soutenu sa thèse de doctorat), il enseigne le cinéma à l'Université de Provence avant de se consacrer au travail de scénariste. Il coécrit notamment avec  Arnaud Bénoliel un long métrage de fiction, Crépuscule.
Ses activités de scénariste l'ont conduit à devenir rédacteur puis rédacteur en chef-adjoint de La Gazette des scénaristes, organe de l’Union-Guilde des Scénaristes français (UGS), en 2001 et 2002. Il est, avec Raphaël Millet l'un des deux fondateurs de Nocturnes Productions, une société de production audiovisuelle et cinématographique créée en avril 2007. En 2008, il réalise Sous le nom de Melville, un long métrage documentaire consacré à Jean-Pierre Melville dans lequel sont interviewés Johnnie To, Masahiro Kobayashi, Bertrand Tavernier, Philippe Labro, Volker Schlöndorff, Pierre Grasset. En 2014, il coréalise avec Céline Gailleurd un documentaire intitulé Edgar Morin, chronique d'un regard, sorti en salles en avril 2015.
En 2021, il coréalise avec Céline Gailleurd le film Italia, le feu, la cendre, en association avec Ciné+ et Cinecittà Luce. Ce documentaire ramène à la lueur du jour les derniers extraits de films muets italiens restants, la grande majorité des bobines ayant été brûlées ou détruites par les Nazis. Le film remporte le Flat Parioli Award au Festival du film de Turin la même année et sort en salles en mars 2023.

## Filmographie
- 2008 : Sous le nom de Melville
- 2011 : André S. Labarthe, du chat au chapeau, coréalisé avec Céline Gailleurd
- 2011 : Melville-Delon : d'honneur et de nuit
- 2012 : Jean-Luc Godard, le désordre exposé, coréalisé avec Céline Gailleurd
- 2015 : Edgar Morin, chronique d'un regard, coréalisé avec Céline Gailleurd
- 2018 : Dramonasc, coréalisé avec Céline Gailleurd
- 2020 : Harmony, coréalisé avec Céline Gailleurd
- 2021 : Italia, le feu, la cendre, coréalisé avec Céline Gailleurd